# Bataille de Schönfeld
Seconde Guerre mondiale
La bataille de Schönfeld (polonais : Szarża pod Borujskiem) est un affrontement de l'offensive de Poméranie orientale s'étant déroulé le 1er mars 1945 pendant la Seconde Guerre mondiale. 
La bataille fut le théâtre de la dernière charge montée de l'histoire de la cavalerie polonaise et de la dernière charge réussie (et confirmée) impliquant la cavalerie de l'histoire moderne. La charge polonaise envahit les positions défensives allemandes et força les Allemands à se retirer du village de Schönfeld (aujourd'hui connu sous le nom de Żeńsko, anciennement connu en polonais sous le nom de Borujsko). 

## Contexte
En mars 1945, la 1re armée de l'Armée populaire polonaise avance en Poméranie dans le cadre d'une poussée globale menée et soutenue par les forces soviétiques pour atteindre la mer Baltique et la région de Stettin (environ 80 km au nord-ouest de Schönfeld). 
La ville fait partie de la troisième ligne de fortifications construites par les Allemands pour protéger la Poméranie des attaques.

## La bataille
Une première attaque polonaise contre Schönfeld impliquant des chars et de l'infanterie de la 2e division d'infanterie échoue dans les zones humides basses et ouvertes, dominées par les tirs de l'infanterie et des canons antichar placés en ville, située à une altitude légèrement plus élevée sur une petite colline (colline 157). Les troupes allemandes défendant le village font partie de la 163e division d'infanterie.
La 1re brigade de cavalerie indépendante « Varsovie » est alors employée contre la position allemande. Deux escadrons (compagnies) de cavalerie appuyés par des éléments de la compagnie d'artillerie à cheval, ayant utilisé un ravin pour couvrir l'approche de leurs frères d'armes fantassins et tankistes, chargent à travers la fumée des chars en feu, et réalisent une surprise tactique avec un assaut monté rapide, envahissant les positions des canons antichar allemands sur le versant avant de la colline 157. Ce succès est suivi d'une attaque dans le village lui-même par la cavalerie, qui sera alors rejointe par l'infanterie et les chars. Face à cette situation, les défenseurs allemands survivants sont obligés de se replier, permettant aux Polonais de consolider leurs gains dans et autour du village à 17 h 00. Les pertes résultants de l'affrontement s'élèvent à 7 cavaliers polonais, 124 fantassins polonais et 16 tankistes tués pour environ 500 Allemands tués.
Aujourd'hui, une plaque fixée sur une pierre près de la limite de Żeńsko commémore la charge de cavalerie.